# James Dwight Dana
James Dwight Dana (Utica, 12 febbraio 1813 – 14 aprile 1895) è stato un geologo, mineralogista e zoologo statunitense.

## Biografia
Nato ad Utica da James Dana e Harriet Dwight, manifestò un precoce interesse per gli studi scientifici. Nel 1830 entrò a Yale e studiò sotto la guida di Benjamin Silliman. Si laureò nel 1833 e nei due anni successivi svolse la mansione di insegnante di matematica per gli allievi ufficiali della marina ed ebbe l'occasione di navigare per il Mediterraneo.
Tra il 1836 e il 1837 fu assistente del professor Silliman nel laboratorio di chimica dell'università di Yale. Nei quattro anni successivi venne impiegato come geologo ed esperto di mineralogia nell'ambito della United States Exploring Expedition comandata dal capitano Charles Wilkes, nell'oceano Pacifico.
Il lavoro necessario alla stesura del resoconto delle sue esplorazioni occupò buona parte dei tredici anni che trascorsero dopo il suo rientro negli Stati Uniti nel 1842. I suoi blocchi di appunti, riempiti durante i quattro anni di viaggi, contenevano schizzi, mappe e diagrammi, tra cui rappresentazioni del Monte Shasta e del Castle Crags. Lo schizzo realizzato da Dana del Monte Shasta fu inciso nel 1849 per essere pubblicato nell'American Journal of Science and Arts all'interno di un lungo articolo dello stesso autore sulle sue scoperte geologiche. Nell'articolo descrisse dal punto di vista scientifico le formazioni rocciose, la geologia e la morfologia della regione.
Nel 1844 si trasferì a New Haven e si sposò con la figlia del prof. Silliman, Henrietta Frances Silliman. Nel 1850 fu designato come successore di Silliman per il ruolo di professore di storia naturale e geologia a Yale, carica che ricoprì sino al 1892. Nel 1846 divenne editore associato dell'American Journal of Science and Arts, di cui fu assiduo contributore con articoli di geologia e mineralogia; negli ultimi anni della sua vita divenne editore capo.
Nel 1849 le sue pubblicazioni relative al Monte Shasta furono una risposta al grande interesse che si era creato per quelle regioni negli anni della corsa all'oro. Dana fu il più importante geologo statunitense della sua epoca e fu uno dei pochi studiosi ad avere una conoscenza diretta del terreno della California settentrionale. Egli aveva precedentemente affermato che fosse improbabile trovare l'oro sulla rotta tra il fiume Umpqua in Oregon e la Sacramento Valley.
Dana fu uno degli artefici dello sviluppo della conoscenza del vulcanismo alle Hawaii. Tra il 1880 e il 1881 compì il suo primo viaggio di studio nell'arcipelago. Egli teorizzò che la catena vulcanica delle isole fosse composta da due filoni, chiamati Loa e Kea. Il Kea comprendeva i vulcani Kilauea, Mauna Kea, Kohala, Haleakalā, e West Maui. Loa includeva invece i vulcani Loiʻhi, Mauna Loa, Hualālai, Kahoolawe, Lanai, e West Molokai.
Nel 1884, seguendo una spedizione del geologo Clarence Edward Dutton, tornò alle Hawaii e nel 1890, anno in cui fu eletto presidente della Geological Society of America, pubblicò un'opera molto dettagliata sulla morfologia dei vulcani hawaiani.
Suo figlio, Edward Salisbury Dana (1849-1935), fu a sua volta un importante mineralogista.

## Pubblicazioni
Le sue opere più conosciute sono System of Mineralogy (1837), Manual of Mineralogy (1848), e Manual of Geology (1863). Una lista bibliografica dei suoi scritti elenca 214 titoli tra libri e articoli, a partire dal 1835 con uno scritto sulle condizioni del Vesuvio nel 1834. I suoi studi sugli zoofiti, sulla geologia dell'area del Pacifico, e sui crostacei, sono riassunti nella sua opera sulla spedizione di Wilkes, pubblicata a partire dal 1846. Gli altri scritti includono Manual of Mineralogy (1848), in seguito intitolato Manual of Mineralogy and Lithology (IV ed., 1887); e Corals and Coral Islands (1872; ed. rivista 1890). Nel 1887, Dana visitò nuovamente le isole Hawaii, e i risultati delle sue ricerche furono pubblicate in un volume in quarto intitolato Characteristics of Volcanoes (1890).
Il suo Manual of Mineralogy divenne un testo base per i college, ed è stato continuamente rivisto ed aggiornato da una serie di editori tra cui W. E. Ford (XIII-XVI ed., 1912-1929) e Cornelius S. Hurlbut (XV-XXI ed., 1941-1999). La XXII edizione è attualmente pubblicata col titolo di Manual of Mineral Science (2002), revisionato da Cornelis Klein.
Anche l'altra opera fondamentale di Dana, System of Mineralogy, è stata revisionata, la VI edizione (1892) è stata pubblicata da suo figlio E. S. Dana. La VII edizione fu pubblicata nel 1944, e l'VIII edizione fu pubblicata nel 1997 col titolo di Dana's New Mineralogy, a cura di R. V. Gaines.
Tra il 1856 e il 1857, Dana pubblicò un certo numero di manoscritti con lo scopo di conciliare le proprie scoperte scientifiche con la Bibbia intitolati Science and the Bible.

## Onorificenze

### Premi
Fu insignito della Copley Medal dalla Royal Society nel 1877, della Medaglia Wollaston dalla Geological Society of London nel 1874 e della Clarke Medal dalla Royal Society of New South Wales nel 1882.

### Dediche
- Monte Dana nella Sierra Nevada, California, Stati Uniti.
- Dorsa Dana, un sistema di creste lunari.
- Danalite, un minerale.
- Dana Passage nello Stretto di Puget, Stati Uniti.
- Cratere Dana, un cratere di Marte.
- La Dana Medal assegnata dalla Mineralogical Society of America fu chiamata così in suo onore e di suo figlio Edward Salisbury Dana.
- La sua casa a New Haven, Connecticut è stata dichiarata National Historic Landmark nel 1965.
- Euproops danae, fossile di Limulidae.